# Relations entre le Bangladesh et le Portugal
Les relations entre le Bangladesh et le Portugal sont les relations bilatérales de la république populaire du Bangladesh et de la république portugaise. Le Bangladesh a ouvert une ambassade à Lisbonne en 2012 et a nommé son premier ambassadeur au Portugal l'année suivante. Le Portugal a un consulat à Dacca.

## Histoire

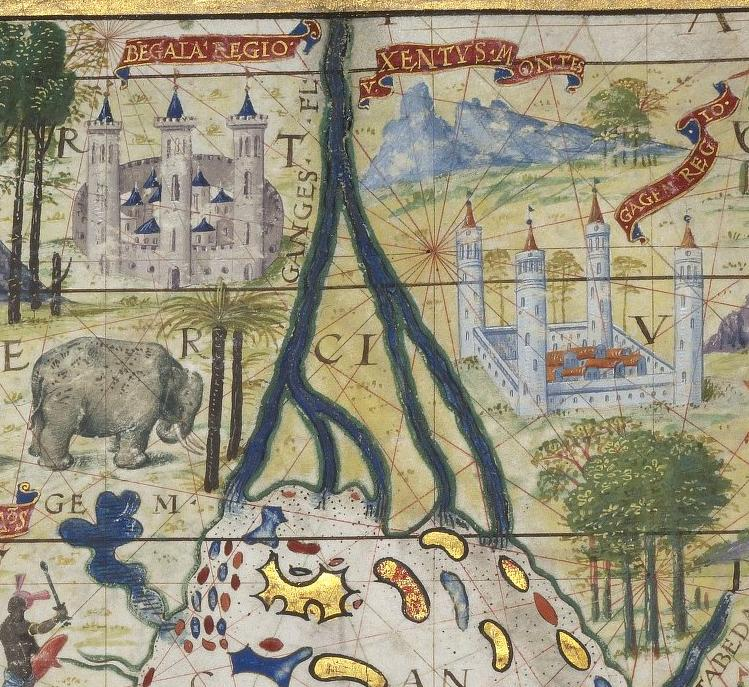
Le sultanat du Bengale, représenté comme le delta du Gange, dans la carte de l'Atlas Miller portugais de 1519.

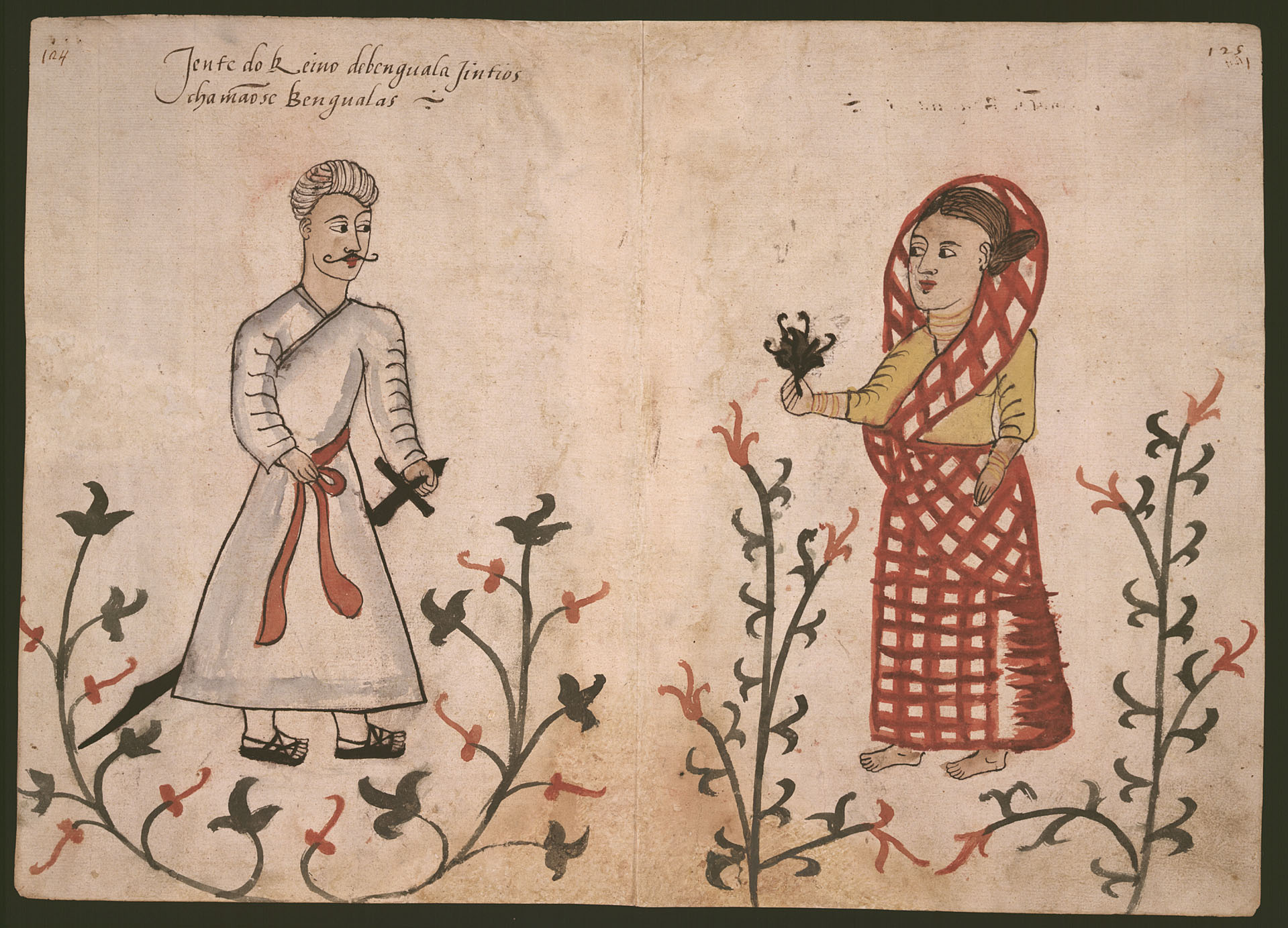
"Peuple du royaume du Bengale", illustration portugaise du XVI

Après le débarquement de Vasco Da Gama dans le sud de l'Inde, les commerçants portugais de Malacca, Ceylan et Bombay ont commencé à traverser les routes maritimes du Golfe du Bengale. Au début du XVIe siècle, le sultanat du Bengale a reçu des envoyés officiels portugais. Le sultan a donné l'autorisation d'établir la colonie portugaise à Chittagong, ce qui en a fait le premier exclave européen au Bengale. Le Bengale a été identifié par les commerçants comme « le pays le plus riche avec lequel faire du commerce ». Ils avaient de nombreux postes de commerce au Bengale et contrôlaient le port maritime florissant de Chittagong. Après les guerres ultérieures contre les Arakanais et les Moghols, les Portugais ont perdu leur contrôle sur Chittagong au XVIIe siècle. Cependant, leurs descendants vivent toujours dans les vieux quartiers de la ville. Les missionnaires portugais ont été les précurseurs de l'expansion du christianisme au Bangladesh.

## Visites d'État
L'ancienne ministre des affaires étrangères du Bangladesh, Dipu Moni, a effectué une visite officielle à Lisbonne en 2010, afin d'y rencontrer son homologue portugais, Luis Amado.

## Coopération économique
Le Bangladesh et le Portugal ont montré leur profond intérêt pour le développement des activités économiques bilatérales entre les deux pays et ont pris les mesures nécessaires à cet égard. En 2010, les deux pays ont signé un accord visant à éviter la double imposition. Les deux pays ont souligné la nécessité d'une interaction entre les milieux d'affaires des deux pays par l'échange de délégations commerciales.

## Diaspora bangladaise au Portugal
En 2012, environ 15 000 expatriés bangladais travaillent au Portugal.